# Antonio Santarelli (carabiniere)
Antonio Santarelli (Notaresco, 16 luglio 1968 – Chieti, 11 maggio 2012) è stato un appuntato scelto dei Carabinieri, insignito di Medaglia d'oro al valor civile per i fatti del 25 aprile 2011 che lo videro protagonista insieme al collega carabiniere scelto Domenico Marino.

## Ruolo nell'Arma
Antonio Santarelli era in forza al nucleo radiomobile della compagnia di Pitigliano.

## I fatti del 25 aprile 2011
Il 25 aprile 2011 nella provincia di Grosseto, presso Pitigliano, il carabiniere scelto Domenico Marino e l'appuntato scelto Antonio Santarelli stavano effettuando un posto di controllo alle automobili in transito, anche a causa della presenza di un rave party nella zona la notte precedente. Fermata un'automobile occupata da tre ragazzi e una ragazza, procedettero all'alcol test per il guidatore, trovandolo positivo. Durante la stesura del verbale i carabinieri vennero aggrediti dai quattro giovani che, utilizzando un grosso palo di legno di una recinzione, provocarono gravi ferite ai due. Dopo una colluttazione i carabinieri rimasero incoscienti sul ciglio della strada, mentre i quattro ragazzi risalirono in auto e si diedero alla fuga.
Alcune auto di passaggio si fermarono per aiutare i due feriti e per chiamare i soccorsi, mentre l'automobile dei quattro assalitori veniva intercettata da un'altra pattuglia dell'Arma che, dopo un breve inseguimento, li bloccò sparando alle gomme dell'automobile. Tre dei quattro giovani all'epoca erano minorenni, il maggiorenne alla guida invece aveva piccoli precedenti penali e verrà condannato a 20 anni (Grosseto, 8 dicembre 2012).
Domenico Marino dopo l'aggressione perse l'occhio destro, ma si ristabilì e rientrò in servizio.
Antonio Santarelli da quel giorno rimase in coma e morì l'11 maggio 2012.
Il 30 aprile 2015 la Corte di cassazione ha condannato Matteo Gorelli, di Cerreto Guidi, all'epoca dei fatti diciannovenne, a venti anni di reclusione quale responsabile dell'aggressione, confermando la sentenza d'appello, a fronte dell'ergastolo del primo grado di giudizio. Ancora in corso i procedimenti penali sulle eventuali corresponsabilità a carico degli altri tre minorenni presenti ai fatti: due diciassettenni (all'epoca), rispettivamente di Mercatale di Vinci e di Limite, e una ragazza di sedici anni di Lastra a Signa.